# Guettarda umbellata
Guettarda umbellata là một loài thực vật có hoa trong họ Thiến thảo. Loài này được Spreng. mô tả khoa học đầu tiên năm 1822.